# Trimer (Ille-et-Vilaine)
Trimer település Franciaországban, Ille-et-Vilaine megyében. Lakosainak száma 205 fő (2022. január 1.). Trimer La Baussaine, Saint-Domineuc, Saint-Thual, Tinténiac és Trévérien községekkel határos.

## Népesség
A település népessége az elmúlt években az alábbi módon változott:
| Lakosok száma | 152  | 111  | 102  | 167  | 190  | 204  | 214  | 209  | 206  | 205  |
|               | 1968 | 1982 | 1990 | 2006 | 2013 | 2015 | 2017 | 2019 | 2020 | 2022 |